# スコグルとゲイルスコグル

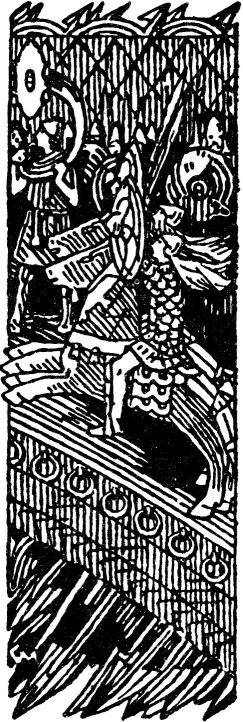
馬にまたがる二人のヴァルキュリャ（『ヘイムスクリングラ』のヴィネット、イェールハルド・ムンテ、1899年）

スコグル（古ノルド語: Skögul、「震わすもの」あるいは「高くそびえるもの」の意）とゲイルスコグル（古ノルド語: Geirskögul、「槍のスコグル」の意）は、北欧神話に登場するヴァルキュリャの名前である。彼女らは、一人ずつ、代わる代わる現れる。『ヘイムスクリングラ』では、同一の存在として登場するが、『古エッダ』の詩「巫女の予言」「グリームニルの言葉」、そして『詩語法』では別々のヴァルキュリャとして名前が挙げられている。ただし、『詩語法』にはスコグルの名前のみを含む一覧もある。スコグルはケニングで現れることもあるが、ゲイルスコグルはない。

## 典拠

### 『ヘイムスクリングラ』
『ハーコンの言葉』において、オーディンは二人のヴァルキュリャ、ゴンドゥルとスコグルを送り出し、ヴァルハラに住まうべき者を「諸王の血族から見繕う」よう命じる。戦いを意味する「スコグルの嵐」というケニングを用いて描写される、大勢が死ぬ大きな戦い（フィチヤールの戦い）が起こる。ハーコンとその兵は戦死するが、そのとき、槍の柄に寄りかかるゴンドゥルの姿を見る。「ハーコンよ、神々の配下はさらに栄えよう。汝が聖なる神の王の御下に住まうことを命じられるがゆえに」とゴンドゥルが告げると、ハーコンはそれを聞いた。ヴァルキュリャは「兜と盾を身に着け、青毛の馬に勇ましく跨る」姿として描かれる。続いてハーコンとスコグルの短い会話がなされる。
ハーコンは言った「ゲイルスコグルよ、汝はなぜ我々に勝利を出し渋ったのか？　我々は神々の恩寵に預かるに値しように」スコグルは言った「勝ちかどうかは我ら次第。汝の敵は逃げ去った」
スコグルは、「神の王が住まう緑の家に」駆け戻り、王がヴァルハラに来たる旨をオーディンに伝えに上がると述べる。詩は続き、ハーコンはヴァルハラのエインヘリャルの一員となって大狼フェンリルとの戦いを待つ。

### ケニング
スコグルの名前は、ヴァルキュリャの中でも特によくケニングに用いられる。以下に例を示す。
borð Sköglar 「スコグルの板」（盾）
dynr Sköglar 「スコグルの喧騒」（戦い）
eldr Sköglar 「スコグルの火」（剣）
gagl Sköglar 「スコグルの子鵞鳥」（ワタリガラス）
kápa Sköglar 「スコグルの羽織」（鎖帷子）
veðr Sköglar 「スコグルの風」（戦い） 
ゲイルスコグルの名前はケニングには現れない。3音節であるため、宮廷律で扱うのが難しいためと考えられる。

## 解釈
ヒルダ・エリス・デイヴィッドソンによれば、スコグルが「高くそびえるもの」という意味であるとすれば、その名は「その巨大な大きさに言及したもの」と考えられるという。